# ブリタニック (客船・3代)
ブリタニック (RMS Britannic)は、イギリスの客船。1929年に進水し、1930年に竣工した。

## 概要

### 竣工
ブリタニックは、イギリスの造船会社、ハーランド・アンド・ウルフによって建造。総トン数26,943トン、全長217.0m（712フィート）。1929年8月6日に進水した後、ホワイト・スター・ラインに引き渡された。ホワイト・スター・ラインの所有する客船で唯一ディーゼルエンジンを使用している。尚、姉妹船にジョージック(RMS Georgic)が存在する。
ブリタニックは評判が良く、特に調度品はアール・デコとよばれる様式でつくられており、極めて豪華だった。

### 航海
処女航海は1930年6月28日、リヴァプール-ベルファスト-グラスゴー-ニューヨークのルートだった。冬は特にカリブ海を航行するルートになっており、1934年にホワイト・スター・ラインからキュナード・ラインへ移籍。1935年から第二次世界大戦までロンドン-ニューヨークを結んでいた。
第二次世界大戦では1948年に通常の航海にもどるまで兵士を合計180,000人、距離376,000マイルを航行した。

### その後
ホワイト・スター・ラインがキュナード・ラインに合併されたことによってできたキュナード・ホワイト・スター・ラインが1950年、キュナード・ラインと統合されたが、その後もブリタニックの塗装はホワイト・スター・ライン時代のままで、マストにはキュナード・ラインの旗の下にホワイト・スター・ラインの旗が残っていた。
1950年6月、パイオニル・ランドと衝突事故を起こしたが修理されて使われ続けた。

### 最後の航海
1960年11月25日、最後の航海としてニューヨークを出航。元ホワイト・スター・ラインの所有で、大西洋を横断していた船としてはこのブリタニックが最後だった。そして1960年12月2日、リヴァプールに到着。同年12月16日、解体工事のためリヴァプールを出航、解体された。